# Ranunculus eximius
Ranunculus eximius är en ranunkelväxtart som beskrevs av Edward Lee Greene. Ranunculus eximius ingår i släktet ranunkler, och familjen ranunkelväxter. Inga underarter finns listade i Catalogue of Life.